# Agrostis balansae
Agrostis balansae är en gräsart som först beskrevs av Pierre Edmond Boissier, och fick sitt nu gällande namn av Nikolai Nikolaievich Tzvelev. Agrostis balansae ingår i släktet ven, och familjen gräs. Inga underarter finns listade i Catalogue of Life.